# إنكسينت
إنكسينت (بالفرنسية: Inxent)‏ هي بلدية تقع في إقليم باد كاليه من منطقة نور با دو كاليه في شمال فرنسا. تبلغ مساحة هذه المدينة 3.78 (كم²)، وترتفع عن سطح البحر 28 م، يبلغ عدد سكانها 169 نسمة حسب إحصاء المعهد الوطني للإحصاء والدراسات الاقتصادية سنة 2009 م. وترأس Jean-Claude Routier البلدية خلال فترة (2001-2008).